# Buzz Lightyear
Buzz Lightyear es un personaje principal de la franquicia Toy Story. Es un astronauta de juguete y una figura de acción en la franquicia. Junto con su amigo, el Sheriff Woody, es uno de los dos personajes principales de la franquicia de Toy Story. También ha protagonizado la película Lightyear. 
Su voz es realizada por Tim Allen en las películas de Toy Story, algunos videojuegos y la película de Buzz Lightyear, Patrick Warburton en la serie de televisión, y Pat Fraley para los videojuegos y las atracciones en los parques de Disney. En la película Lightyear, del 2022, es interpretado por Chris Evans. En el doblaje español, su voz es realizada por José Luis Orozco (doblaje en Hispanoamérica) y José Luis Gil (doblaje en España). Tim Allen también interpretó al personaje en la película Ralph Breaks the Internet, como un cameo en la película.
Buzz se caracteriza por su frase: «To infinity and beyond!» (traducida como «Al infinito... ¡y más allá!», en Latinoamérica, y como «Hasta el infinito... ¡y más allá!», en España).

## Concepto y creación
El nombre de Buzz fue inspirado por el astronauta Buzz Aldrin del Apolo 11, conocido por ser la segunda persona en caminar sobre la Luna. Buzz Aldrin reconoció el tributo cuando sacó una pulsera de Buzz Lightyear durante un discurso en la NASA. De acuerdo con una entrevista realizada a los productores de Pixar en Entertainment Weekly, el personaje fue llamado provisionalmente Lunar Larry, hasta que decidieron rebautizarlo utilizando términos espaciales como los años luz.
Respecto al diseño de Buzz, su creador, John Lasseter, ha declarado que quería crear una figura de acción al estilo de G.I. Joe para su personaje de Toy Story, por lo que se decidió por una figura inspirada en un astronauta. Lasseter le atribuye su diseño a la influencia de los astronautas del Apolo, en particular por sus cascos transparentes, casquetes, dispositivos de comunicación y trajes blancos. Los colores verde y púrpura del traje de Buzz fueron escogidos por Lasseter y su esposa. También se cree que el aspecto del actor de televisión Ed Kemmer, inspiró parte de la creación de Buzz Lightyear.

## Apariciones

### Películas deToy Story

#### Toy Story
En Toy Story, Buzz es entregado a un niño de 10 años llamado Andy Davis como un regalo de cumpleaños. Cuando Buzz cobra vida, cree firmemente que es un guardián espacial, en lugar de un juguete. Tarda poco en convertirse en el juguete favorito de Andy, haciendo que el juguete favorito original de Andy, un vaquero de juguete conocido como Woody, se sienta celoso. Los celos de Woody desencadenan una pelea con Buzz en la que eventualmente terminan siendo capturados por Sid Phillips, el niño torturador de juguetes de 11 años y vecino de Andy. Estando preso en la casa de Sid, Buzz Lightyear ve su propio anuncio de televisión y se da cuenta de que es un juguete, y no un explorador espacial. Pero cuando trata de volar por la ventana, se cae, lo que le hace romperse un brazo. Al entender esto, Buzz Lightyear se deprime, pero Woody eventualmente lo convence de que es algo bueno que el puede ser un juguete y también un héroe si lo salva de Sid. Buzz Lightyear recupera la esperanza, y trabajando juntos, los dos escapan de Sid, regresan a la casa de Andy y se hacen amigos.

#### Toy Story 2
En Toy Story 2, Woody es secuestrado por un codicioso coleccionista de juguetes llamado Al McWhiggin, que está decidido a venderlo en un museo de juguetes en Japón. Buzz se encarga de llevar a los demás juguetes de Andy a una audaz misión para rescatarlo. En el viaje, Buzz se encuentra accidentalmente con un juguete Buzz Lightyear más nuevo que incluye un cinturón de herramientas. Cuando intenta tomar el cinturón, el nuevo Buzz Lightyear (que, igual que Buzz en la primera película, cree que es un verdadero guardián espacial) lo ataca, pensando que es un soldado espacial desobediente. Los dos Buzzes Lightyears acaban en una pelea y el nuevo Buzz Lightyear atrapa a Buzz, dejándolo encerrado en un cohete de cartón similar al que era su empaque en la primera película. Pronto los otros juguetes se encuentran con el nuevo Buzz Lightyear y lo confunden con Buzz. El nuevo Buzz Lightyear se une a la pandilla y al poco tiempo Buzz consigue liberarse del empaque de su prisión de cartón, por lo que rastrea al nuevo Buzz Lightyear y al resto de los juguetes siguiéndolos por las calles. Después de discutir con el nuevo Buzz Lightyear sobre quién es el verdadero Buzz, finalmente Buzz los convence de que él es el verdadero Buzz Lightyear mostrándoles la parte inferior de su bota, que tiene la firma de Andy escrita en ella. Después, Buzz y la pandilla combaten contra Zurg en el pozo del ascensor y usan un camión de Pizza Planet para perseguir a Al McWhiggin al aeropuerto, con Buzz controlando el volante. Eventualmente, logran rescatar a Woody y sus nuevos amigos Jessie, la vaquera y Tiro al Blanco. Al final de la película, vemos que Buzz Lightyear se ha enamorado de Jessie.

#### Toy Story 3
En Toy Story 3, Woody, Buzz y los otros juguetes terminan en una guardería accidentalmente después de que Andy se preparara para la universidad. Los juguetes de la guardería están dirigidos por el osito de peluche Lotso, que luego se revela como manipulador, mentiroso, incomprendido, y algunos podrían decir «malvado». Buzz es atrapado espiando en una de las reuniones secretas de Lotso. Para detener a Buzz, Lotso vuelve a cambiar Buzz al «modo demo», lo que le hace creer nuevamente que es un soldado espacial y se vuelve contra sus amigos. Buzz regresa a su estado normal después de que casi queda aplastado por un televisor en un camión de basura. Después de regresar a la casa de Andy, Buzz, Woody, Jessie y los otros juguetes son entregados por Andy a una niña llamada Bonnie. El final muestra los juguetes abrazando su nueva vida con Bonnie.

#### Toy Story 4
En Toy Story 4 Woody cuida a un nuevo juguete hecho a mano por Bonnie llamado Forky un tenedor de plástico con sonrisa de plastilina. Cuando se caen de la autocaravana de la familia de Bonnie ambos, luego Buzz ve que no han aparecido y decide bajarse del vehículo para ir a rescatarlos y entonces termina en venta como juguete de feria; allí conoce a Bunny, un conejo, y Ducky, un pato de peluches; allí le harán la vida imposible pero, luego, los 3 consiguen escapar, y Buzz se reencuentra con Woody y Bo, que hace tiempo que no la veía a ella, entonces forman un equipo para rescatar a Forky ya que está de rehén por las garras de Gabby Gabby y sus esbirros, allí empiezan a luchar para rescatar al cubierto con la ayuda de Duke Caboom un motorista de juguete entonces la misión falla y Woody no se da por vencido en dejar a Forky, allí Buzz consulta con sus botones de guardián espacial sobre que haría Woody, entonces elabora Buzz con Forky una misión de ir a recoger a Woody a la tienda de antigüedades ya que Bonnie antes se encontró con ellos dos en la mochila sin ver que Woody iba a ayudar a Gabby Gabby a tenerla en su pandilla por ser rechazada por la niña que ella quería, pero las cosas casi se tuercen cuando Buzz ordena desde arriba del vehículo que Trixie se haga pasar por la voz del GPS, eso al final se logra la misión y cuando se están despidiendo de Bo Peep, Buzz comprende que Woody quiere estar con Bo Peep y le dice que Bonnie estará bien por lo que el vaquero decide dejar a sus amigos para irse con el amor de su vida. Y Buzz y los demás le ven desde la ventana de la caravana diciendo la famosa frase  Hasta el infinito y mas alla.

### Buzz Lightyear of Star Command
En Buzz Lightyear of Star Command, Buzz Lightyear es un soldado espacial que trabaja para el Comando Estelar, protegiendo el universo del temible Zurg. Trabaja en equipo junto a Mira Nova, una princesa de Tangean con múltiples poderes, Booster, un conserje del planeta Jo-Ad y XR, un robot creado por los Pequeños Hombres Verdes (los extraterrestres de las películas, LGM para abreviar). Esta versión de Buzz Lightyear es completamente diferente a la de Toy Story, en apariencia y personalidad. Buzz Lightyear también ha tenido muchos intereses amorosos en este programa. Una vez tuvo un amigo y compañero llamado Warp Darkmatter, sin embargo, más tarde se unió al equipo de Zurg y se convirtió en su agente principal. Buzz Lightyear parece que nunca se quita la gorra morada que tiene con su uniforme de soldado espacial. Además de su frase habitual, tiene la costumbre de decir a los villanos que «¡El mal nunca gana!».Esta película fue lanzada directamente a video y no al cine.

### Lightyear
Lightyear es una película estrenada en 2022 protagonizada por Buzz como el astronauta del cual se inspiraría el juguete. Se le muestra como un astronauta que en su nave espacial viaja en el tiempo hacia el futuro cada vez que emprende un viaje. Siendo un Buzz ajeno al juguete de Toy Story, fue Chris Evans.

### Otras apariciones
El personaje de Buzz Lightyear ha tenido numerosas apariciones. Aparece brevemente en la película de Pixar Buscando a Nemo (2003). También aparece en forma de automóvil en la película Cars (2006) junto con Woody y Hamm. También se lo ve en los episodios de Toy Story Toons: Hawaiian Vacation (lanzado con Cars 2), Small Fry (lanzado con The Muppets) y Partysaurus Rex (lanzado durante el 2012 junto al relanzamiento en 3D de Buscando a Nemo), y en los dos especiales: Toy Story of Terror! y Toy Story That Time Forgot.
Buzz Lightyear también aparece en la película de Disney Bedtime Stories (2008) entre el público en la historia ambientada en el espacio que Skeeter le cuenta a sus sobrinos. Buzz Lightyear y Woody aparecen como piñatas en Coco (2017), junto con Mike de Monsters, Inc.. Buzz aparece también brevemente en Ralph Breaks the Internet de Walt Disney Animation Studios, nuevamente interpretado por Tim Allen.

## Características

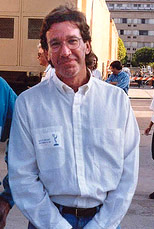
Tim Allen; voz original de Buzz Lightyear en las cuatro películas de la franquicia y cortometrajes.

### Personalidad
Buzz Lightyear es un gran líder, conocido por su valentía y coraje. Cree firmemente que seguir reglas es la forma en que las personas deberían vivir su vida. 
Aunque a veces exhibe un comportamiento bastante impasible e impulsivo. 
Buzz Lightyear está entrenado en varias formas de artes marciales y es un guerrero muy hábil en el combate cuerpo a cuerpo.

### Vestimenta
Buzz Lightyear usa un traje espacial de alta tecnología, similar al de los astronautas modernos, aunque más aerodinámico y distintivo. El icónico traje tiene un panel de control, adornado con una pegatina azul claro con las palabras «SPACE RANGER» y el símbolo de Star Command. En el lado izquierdo del traje, un gran botón rojo activa el sistema de vuelo, que son dos alas moradas con puntas verdes y rojas. Sobre un botón rojo que sobresale de sus alas, aparece una etiqueta amarilla que dice «LIGHTYEAR». Posee tres botones (uno rojo, uno verde y uno azul) a la derecha del traje con numerosas funciones; como ponerse en contacto con el Comando Estelar, disparar los ganchos de ataque y activar el acelerador a fondo, sin embargo, en las películas, todo lo que hacen éstos botones es hacer que Buzz Lightyear diga diferentes frases. También puede traducir todo lo que dice a cualquier idioma, incluso a dialectos desconocidos del espacio exterior. Un casco retráctil, cuando se activa, cubre la cabeza de Buzz Lightyear y le permite respirar en el espacio o en planetas que carecen de suficiente suministro de oxígeno. Su brazo izquierdo del traje tiene una calcomanía con el símbolo de Space Ranger en su brazo superior, junto a un panel en la muñeca para registrar el historial de misiones y proporcionar distintos registros. Su brazo derecho tiene una pegatina amarilla con rayas negras que dice «LASER», y contiene un sistema de armas que proyecta un láser de color rojo fuera del pequeño cañón en la parte posterior de la muñeca derecha. Buzz Lightyear tiene un cinturón de herramientas como una actualización para adaptarse. Tiene varias funciones, como servos antigravedad, imanes para escalar y un gancho de agarre.

## Figura de acción
La primera figura de juguete de Buzz Lightyear fue hecha para Thinkway Toys en China, y su producción se extendió por los años 1995 y 1999 de acuerdo con las entregas de Toy Story y Toy Story 2. En 2009, se lanzó un modelo mejorado de la figura, mucho más nuevo, que coincidió con el reestreno en 3D de Toy Story. Originalmente, la voz de Tim Allen estaba en la figura de acción, y actualmente los modelos tienen una voz que se le parece.
La figura de acción de Buzz Lightyear estuvo sujeta a ventas masivas en Navidad después de la publicación de la primera película, principalmente en los Estados Unidos, el Reino Unido de Gran Bretaña e Irlanda del Norte. En 1995, Thinkway no creía que Toy Story tendría tanta popularidad, por lo que no fabricó suficientes figuras de acción para satisfacer la demanda, como se menciona en Toy Story 2. Cuando salió Toy Story 3, hicieron dos figuras más de acción del personaje de Buzz Lightyear; uno normal y uno adicional con el cinturón de herramientas de Toy Story 2 y con el empaque oficial que se ve en la película.

John Lasseter, director de Toy Story, Toy Story 2 y la próxima Toy Story 4, la subdirectora de la NASA Lori Garver y el general J.R. «Jack» Dailey, con la figura de acción de Buzz Lightyear que fue enviada al espacio

En mayo de 2008, la NASA y Disney anunciaron que una figura de acción original de Buzz Lightyear, de Thinkway Toys, volaría a bordo del transbordador espacial Discovery para la misión STS-124. El juguete de 12 pulgadas permanecería en la Estación Espacial Internacional durante seis meses, donde tomaría parte en un experimento y aparecería grabado en video desde el espacio. El vuelo fue organizado como parte del programa Toys in Space que comenzó en 1985.
La misión de lanzar una figura de Buzz Lightyear al espacio se ejecutó el 31 de mayo de 2008 para celebrar la inauguración de Toy Story Midway Mania en los parques temáticos de Disney's Hollywood Studios y Disney California Adventure Park, con el destino final de la Estación Espacial Internacional (EEI). La figura de acción tuvo una cena con los 10 astronautas y cosmonautas de la misión, y fue vista asomándose por una ventana a bordo del EEI. La figura de acción permaneció a bordo de la estación espacial por un período de seis meses como parte de un programa educativo de juguetes en el espacio de la NASA y regresó a tierra firme el 11 de septiembre de 2009.
En octubre de 2009, Thinkway Toys lanzó una réplica de la figura de Buzz Lightyear basada en su forma en las películas de Toy Story, como parte de su serie de juguetes Toy Story Collection. Esta figura de Buzz Lightyear es hasta ahora la más precisa de todas las que se han fabricado, ya que tiene características muy similares a la figura que se ve en la película, con alas desplegables, luces parpadeantes, láser y comunicador de muñeca, además, incluye 65 frases con la voz original de Tim Allen.
En 2010, LEGO creó una figura de acción de Buzz Lightyear. El set de LEGO es el número 7592 y tiene 205 piezas. Cuando la figura está completamente construida, tiene cabeza articulada, brazos, manos, torso, piernas, pies, alas y visera. Ese mismo año, LEGO creó una mini figura de Buzz Lightyear que se lanzó en dos variantes. Ambas variantes presentaban los mismos elementos moldeados con impresión diferente. Las minifiguras tenían un total de cinco nuevos elementos moldeados para la minifigura: la cabeza, las dos piezas aladas, la cubierta de la cabeza y el torso de su traje espacial. Una es la variante estándar para representar el Buzz Lightyear «limpio». Esta minifigura se presentó en 7 sets: 30073, 7593, 7598, 7597, 7590, 9002700 (conjunto de relojes) y un conjunto de imanes (852949) con Buzz Lightyear y Woody. La otra variante era la versión «sucia» de Buzz Lightyear como se ve en Toy Story 3. Esta mini figura se presentó en 1 conjunto que era 7599. Esta variante presentaba la misma mini figura de Buzz Lightyear con manchas de suciedad impresas. En 2016, se creó una nueva versión de Buzz Lightyear para la serie Disney de LEGO minifigures. Esta minifigura presentaba nuevas impresiones para las piernas y los brazos de la minifigura, y eliminaba el logotipo de Star Command del cofre de la pieza del torso. La diferencia más notable entre esta mini figura y el lanzamiento de 2010 fue la cabeza, que ahora es una cabeza de mini figura de estilo clásico y no una pieza moldeada.

## Impacto cultural
En octubre de 2007, los lectores de la revista Empire eligieron a Buzz Lightyear de n.º 1 entre los 20 mejores personajes de Pixar. También lo calificaron como el n.º 94 entre los personajes animados de película más grandes de todos los tiempos.
La línea clásica de Buzz Lightyear «Al infinito ... ¡y más allá!» ha sido usada no solo en camisetas, sino también entre filósofos y teóricos matemáticos. Un libro sobre la historia del infinito de 1991 (4 años antes de Toy Story), de Eli Maor, usa dicha frase para su título. Hall of The Humanist relacionó la trama de la película con una interpretación del humanismo, indicando el estar contento con la vida en la Tierra, así como con la vida después de la muerte. La canción cuádruple de platino «Single Ladies» de Beyoncé, incluye en la letra la frase: «...and delivers me to a destiny, to infinity and beyond» que en español viene significando: «...y me entrega a un destino, al infinito y más allá». En 2008, la frase se convirtió en noticia internacional cuando se informó que un padre y su hijo repetían continuamente la frase para ayudarse a mantener en distancia mientras cruzaban el Océano Atlántico por 15 horas.

## Brawl Stars
El 10 de diciembre, Supercell empezó la colaboración con la saga Toy Story, teniendo de protagonista a Buzz Lightyear como personaje jugable en el evento organizado.